# Stawki (powiat włodawski)
Stawki – wieś w Polsce położona w województwie lubelskim, w powiecie włodawskim, w gminie Włodawa. Leży na lewym brzegu Bugu, przy granicy z Białorusią, na wprost wsi Przyborowo. 
| SIMC    | Nazwa        | Rodzaj    |
| ------- | ------------ | --------- |
| 1026042 | Oszywka      | część wsi |
| 1026102 | Podsusze     | część wsi |
| 1026214 | Szkorutyniec | część wsi |

W latach 1975–1998 miejscowość należała administracyjnie do województwa chełmskiego.
Wieś jest sołectwem w gminie Włodawa. Według Narodowego Spisu Powszechnego z roku 2011 wieś liczyła 277 mieszkańców.
We wsi urodził się i mieszkał twórca ludowy Stefan Sidoruk (1919-2012).
Wierni Kościoła rzymskokatolickiego należą do parafii św. Augustyna w Różance.